# ثلاثية كورنيش
ثلاثية كورنيش (بالإنجليزية: The Cornish Trilogy)‏ هي سلسلة روايات للمؤلف الكندي روبرتسون ديفيز، نشرت بين عامي 1981 إلى 1988.
تتكون من ثلاث روايات:
- تمرد الملائكة – 1981
- ما ينبت في العظام – 1985
- قيثارة أورفيوس – 1988

وتدور حول حياة وتأثير فرانسيس كورنيش، ويرصد المؤلف أنماط قروسطية دفينة تحت السطح في الحياة المعاصرة.